# Timana fulvata
Timana fulvata là một loài bướm đêm trong họ Geometridae.